# Eva Siegmund
Eva Siegmund, Pseudonyme Catalina Ferrera und Mona Nikolay, (* 31. März 1983 in Bad Soden im Taunus, Hessen) ist eine deutsche Krimi- und Jugendbuchautorin.

## Leben
Nach dem Abitur absolvierte Siegmund eine Ausbildung zur Kirchenmalerin und studierte dann Jura an der FU Berlin. Nachdem sie im Lektorat eines Berliner Hörverlags gearbeitet hatte, lebt sie zwischenzeitlich mit ihrem Mann in Limburg und Barcelona. Vor einigen Jahren zog sie nach Berlin, wo sie als Autorin und Lektorin freiberuflich tätig ist.
2014 erschien ihr erster Jugendroman mit dem Titel LÚM – Zwei wie Licht und Dunkel bei der Verlagsgruppe Random House im Verlag cbt. Das dystopische Buch spielt in der Trümmerstadt Adeva, in der sich für alle 15-Jährigen in der Nacht der Mantai entscheidet, welche Gabe sie haben.
2016 erschien Eva Siegmunds zweiter Jugendroman mit dem Titel Pandora – Wovon träumst du? ebenfalls bei cbt. Das Buch ist erneut eine Dystopie, die im Berlin der Zukunft spielt und in der sich die meisten Menschen einen Chip implantieren lassen, der das Mobiltelefon längst abgelöst hat.
Ihr erstes Buch unter ihrem eigenen Namen, das sich explizit an Erwachsene richtete, Sodom, ist Teil einer auf drei Bände ausgelegten Reihe unter dem Titel Utopia Gardens. Es erschien 2020 und war für den Phantastik-Literaturpreis Seraph im Jahr 2021 nominiert. Allerdings war bereits der erste Band der Barcelona-Krimi-Reihe 2018 unter dem Pseudonym Catalina Ferrera erschienen. Die Krimireihe richtet sich ebenfalls an Erwachsene. Für eine Krimireihe rund um Hobbygärtner in Berlin-Pankow wählte sie das Pseudonym Mona Nikolay. Im März 2022 erschien der erste Band unter dem Titel Rosenkohl und tote Bete.

## Preise und Auszeichnungen
- 2010: 1. Preis beim Nordhessischen Literaturwettbewerb Holzhäuser Heckethaler

## Werke
- LÚM – Zwei wie Licht und Dunkel. cbt, München, 2014, ISBN 978-3-570-16307-8.

Pandora-Reihe
- Pandora – Wovon träumst du?. cbt, München, 2016, ISBN 978-3-570-31059-5.
- Cassandra – Niemand wird dir glauben. cbt, München 2016, ISBN 978-3-570-31183-7.

H.O.M.E.-Reihe
- H.O.M.E. – Das Erwachen. cbt, München 2018, ISBN 978-3-570-31230-8.
- H.O.M.E. – Die Mission. cbt, München 2019, ISBN 978-3-426-45300-1.

Utopia-Gardens-Reihe
- Sodom. Droemer Knaur, München 2020, ISBN 978-3-426-52475-6.
- Gomorrha. Droemer Knaur, München 2021, ISBN 978-3-426-52476-3.
- Babylon. Droemer Knaur, München 2021, ISBN 978-3-426-52477-0.

als Catalina Ferrera: Barcelona-Krimi
- Spanische Delikatessen. Droemer Knaur, München 2018, ISBN 978-3-426-30617-8.
- Spanischer Totentanz. Droemer Knaur, München 2019, ISBN 978-3-426-30658-1.
- Spanischer Feuerlauf. Droemer Knaur, München 2020, ISBN 978-3-426-30737-3.
- Spanisches Blutgeld. Droemer Knaur, München 2021, ISBN 978-3-426-30804-2.

als Mona Nikolay
- Rosenkohl und tote Bete. Droemer Knaur, München 2022, ISBN 978-3-426-30865-3.